# Nemčizem
Nemčízem ali germanízem  je prvina nemščine v kakem drugem jeziku, na primer slovenščini. Lahko gre za besedno (npr. merkati, gnada), skladenjsko (hoditi k nogam), pravopisno (odkod iz woher) ali izgovorno ([münstǝr]) prvino.
Nemčizmi v slovenščini so lahko bodisi tiste jezikovne prvine, ki niso sprejete v knjižno normo, so slogovno zaznamovane in so v SSKJ označene z določenim kvalifikatorjem, npr. šparati nižje pogovorno ‘varčevati’, ali pa danes spadajo v območje slogovno nevtralnega besedišča, npr. škarje (starovisokonemško skāri, srednjevisokonemško schære, novovisokonemško Schere), ura (novovisokonemško Uhr), žemlja (starovisokonemško sëmala, srednjevisokonemško sëmel(e), novovisokonemško  Semmel). Nekatere sposojenke so iz nemščine prešle v slovenščino že ob naselitvi Slovencev na tem zemljepisnem območju in so se že davno popolnoma udomačile, so neogibno potrebne in so si z izpeljankami in zloženkami ustvarile svoje, včasih kar bogate besedne družine (npr. barva, izba, kuhati, luknja, lopa, pek, puška, reva, šipa, škaf, škoda, ubogati, voščiti, žaga). Novejše nemške besede smo v slovenščino prevzeli pozneje. Pogosto je šlo za čisto vsakdanje izraze, ki so izpodrivali stare domače (npr.: farba, šajba, šefla, šnicelj, glih, žiher).

## Zgodovina
Nemščina je vplivala na slovenščino neprekinjeno več kot tisoč let, vpliv pa je viden tudi še danes. V zgodovini so se nemški vplivi pojavili že v 8. stoletju. Nemščina je bila stoletja prevladujoči uradni občevalni jezik; le v cerkvi se je poleg latinščine govorilo tudi slovensko. Slovenščina se je v leposlovju, religiozni in uradni sferi uveljavila s protestantskim gibanjem v 16. stoletju. Tudi Primož Trubar je uporabljal številne nemčizme, saj je izhajal iz ljudskega jezika. Pogosto se je naslonil na nemško besedje tudi zaradi pomanjkanja slovenskega izrazja. Ker je pretirano nemčevanje zadevalo ob slovenski (in nasploh slovanski) narodni ponos, se je že takoj v 16. stoletju začelo prizadevanje za nadomestitev nemškega s slovenskim, ali vsaj slovanskim, zlasti hrvaškim. S sistematičnim zamenavanjem nemških besed s slovenskimi in tudi prevzetimi iz kajkavščine je začel Tomaž Hren (erbščina – dediščina, folk – ljudje, ohcet – ženitovanje). Izpodrivanje nemških jezikovnih prvin je prevladalo nato zlasti s Kopitarjem in Vodnikom.